# Коберн-Гондорф
Коберн-Гондорф (нім. Kobern-Gondorf) — громада в Німеччині, розташована в землі Рейнланд-Пфальц. Входить до складу району Маєн-Кобленц. Складова частина об'єднання громад Райн-Мозель.
Площа — 28,36 км2. Населення становить 3120 ос. (станом на 31 грудня 2020).

## Галерея

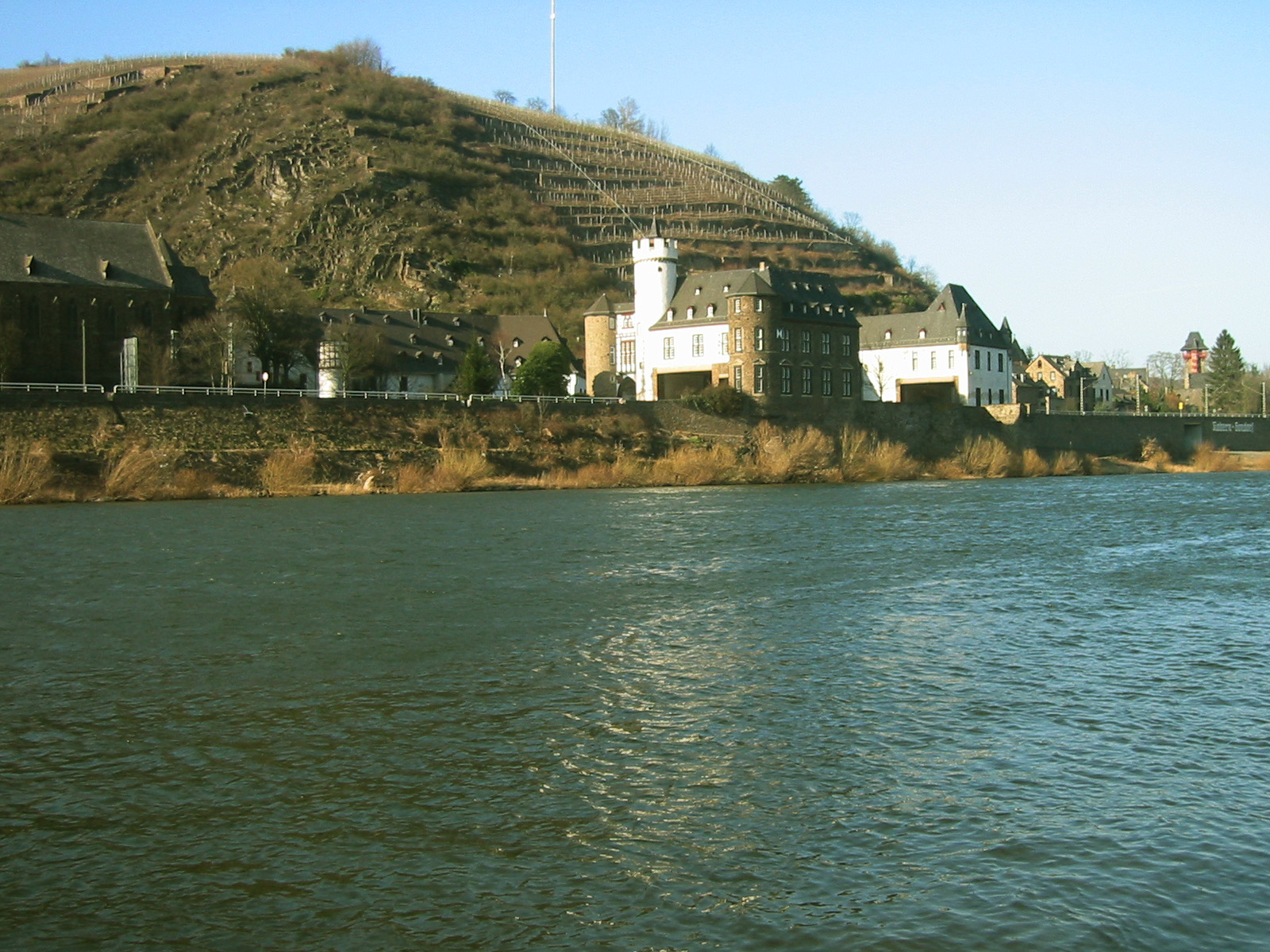
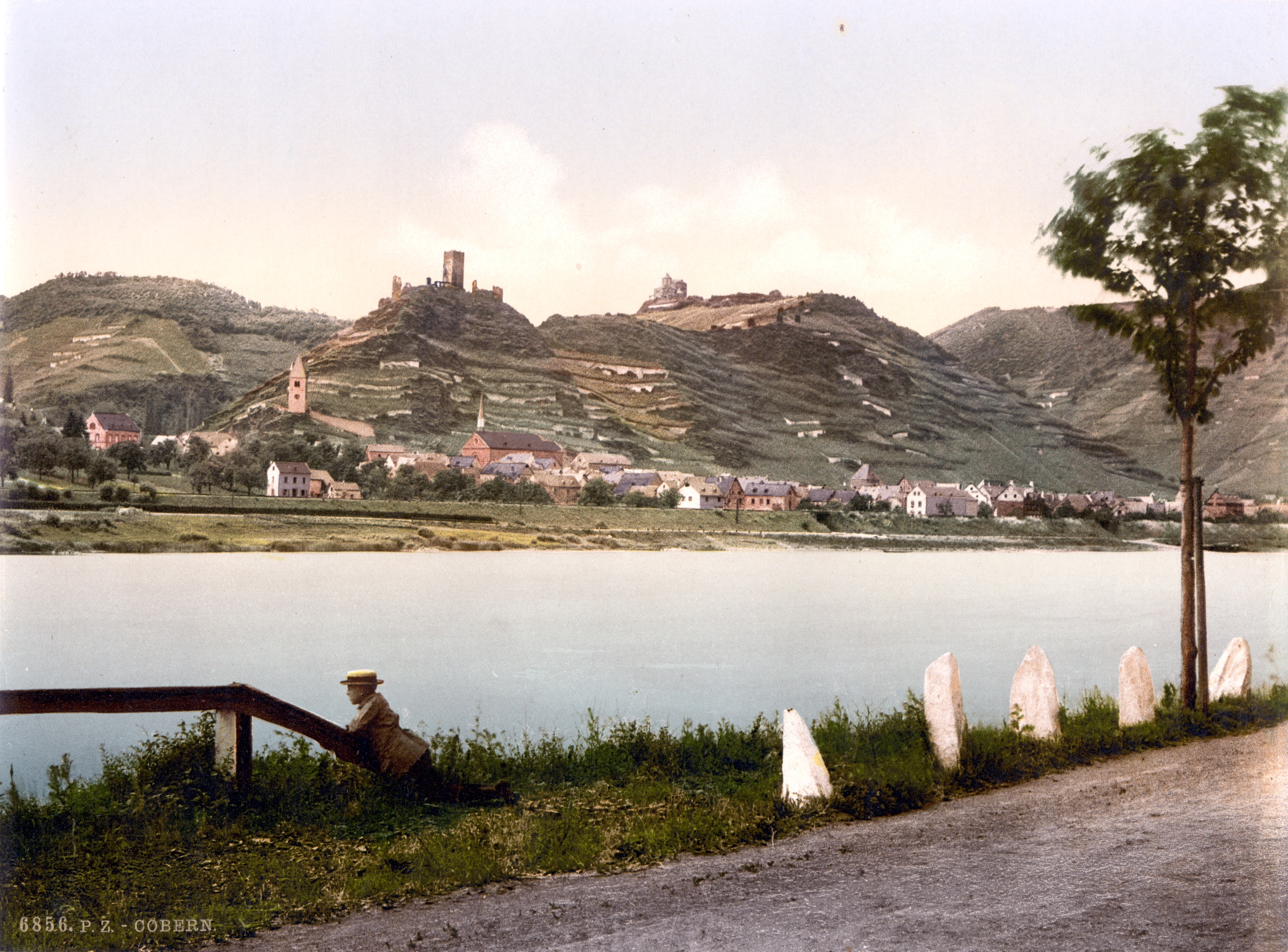
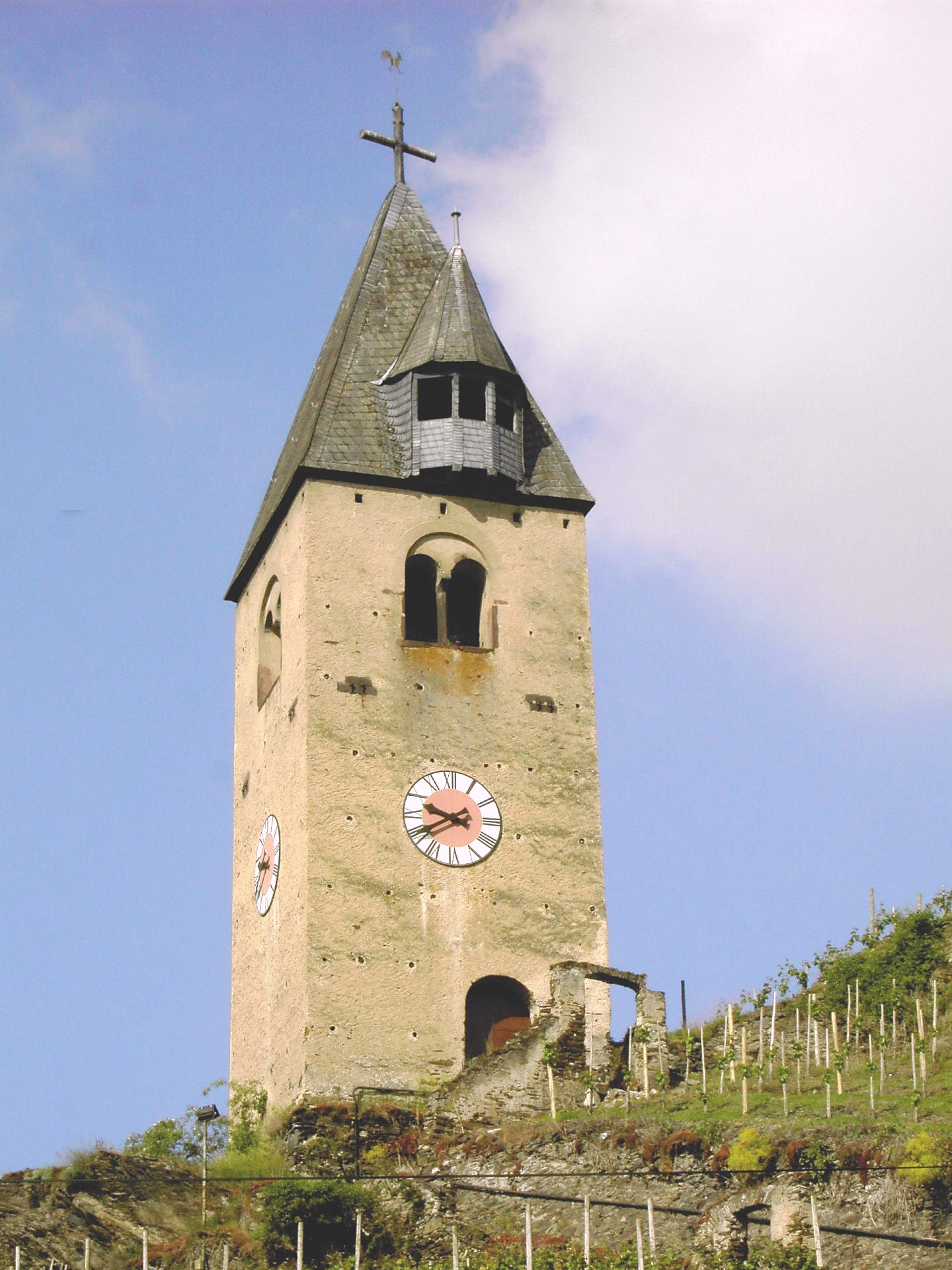
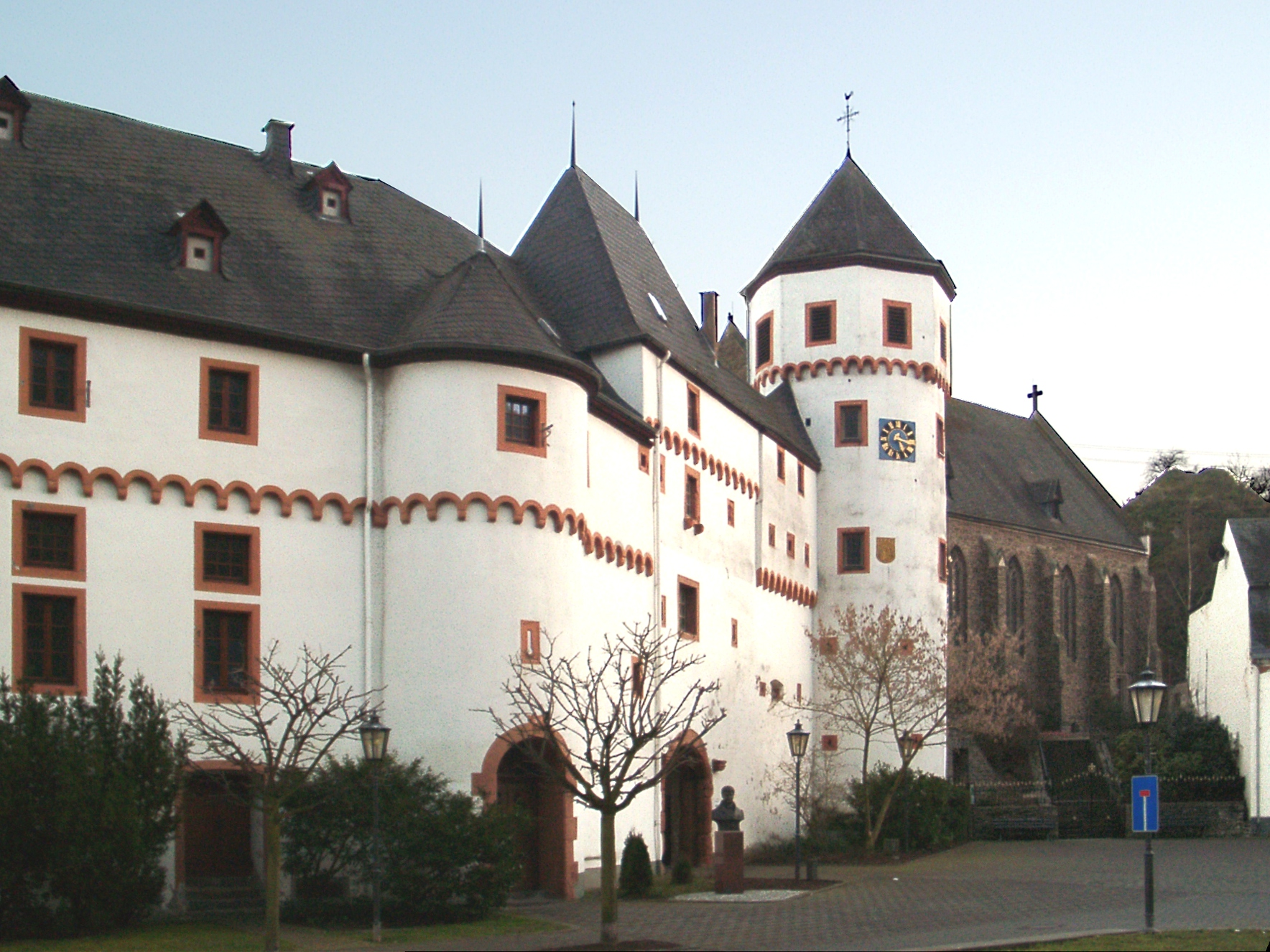